# 노부나가의 야망 무장풍운록
《노부나가의 야망 무장풍운록》(일본어: 信長の野望・武将風雲録)은 1990년에 코에이에서 PC-98용으로 발매된 역사 시뮬레이션 게임 노부나가의 야망 시리즈의 네 번째 작품이다. '풍운록'이라고 줄여 말하기도 한다. 타이틀 무장풍운록을 武将風雲禄이라고 쓰는 것은 오기다. BGM의 작곡과 편곡은 간노 요코가 담당했다. 본작에서는 '문화와 기술'이 테마가 되어, 역사상에서 오다 노부나가가 전략적으로 이용하고 있었던 다도나 철포·철갑선에 관한 요소가 강조되었다. 또 시리즈에서 처음으로 마우스에 대응했다.
그 후 가정용 게임기와 다수의 PC, 휴대전화로도 이식되었다. 특히 8비트 PC용으로서는 시리즈 최종작이 되었다. 또 서브타이틀은 붙이지 않았지만 게임보이 어드밴스(GBA)용 소프트 《노부나가의 야망》 및 닌텐도 DS용 소프트 《노부나가의 야망 DS 2》는 모두 내용적으로는 본작의 리메이크다.
또한 윈도우판에 대해서는, 코에이 25주년 기념팩 Vol.7에 수록된 것은, 코에이 정번 시리즈판 등의 것과는 다르다. 전자는 PC-98판을 에뮬레이터 상에서 동작하고 있는 것인 반면에, 후자는 Windows 전용 리메이크판으로 판매된 것이다. Win판 정번 시리즈에 대해서는 2005년 9월 29일에 《노부나가의 야망 열풍전》과의 트윈 캠패인판도 발매되었다. 단, 정번 시리즈이기 때문에 《열풍전》은 파워업키트가 포함되지 않았다.

## 개요
기종에 따라 차이는 있지만, 최대 8명까지 대전 플레이가 가능하게 되었다. 일본 전국의 모든 구니를 영유하는, 전국통일을 목표로 한다. 다음 작 《패왕전》이나 《장성록》 이후에서 가능한 동맹 통일은 가능하지 않다.
전작 《전국군웅전》과 비교하면, 전작에 존재하지 않았던 규슈·도호쿠가 포함되었다. 역사 상의 사건을 재현하는 등의 이벤트 종류도 증가했다. 또 음악면에서도 오다·다케다·우에스기, 그 외 일부의 다이묘에게 전용 테마가 준비되는 등 전작 이상으로 충실해졌다. 무장의 얼굴 이미지에 대해서는 전작처럼 PC-88판과 PC-98판에서는 차이가 난다.
시리즈 초기의 작품이라고도 할 수 있는 본작에는 다음과 같은 역사적으로 이상한 부분이 존재한다. 후기의 작품만큼 역사적 사실을 추구한 것이 아니라, 어디까지나 게임 내의 가상 설정이 많았다.
- 전투 중에 본진에 머무른 철포 부대나 해전에서 철갑선이 이상할 정도로 강하다.
- 우에스기 겐신이 전투에서 이상할 정도로 강하다.
- 다케나카 한베에의 능력이 전투력을 중시하여 언밸런스하게 배분되어 있다.
- 인구라고 하는 개념이 없어서 최대치인 999가 되지 않는 한 징병이 무제한으로 가능하다.
- 전쟁에 승리하면 일국이 완전히 손에 들어온다.
- 부처를 모셔야 할 혼간지 고사(本願寺光佐)의 아래에 기독교 선교사가 방문한다. 다만 포교를 인정해도, 반드시 실패하게 되어 있다. 또 혼간지 씨가 다이묘로서 존재하고 있고, 다른 다이묘에게도 잇코잇키(一向一揆)가 일어날 가능성이 있는 구니에서의 포교는 반드시 실패하고, 혼간지 씨와의 우호도가 내려간다.
- CPU의 다케다 신겐 등이 게임 시작부터 10이 채 안되어 철포 부대를 완전히 장비하게 된다.
- 도호쿠 지방은 '무쓰', '데와', '리쿠젠'으로 되어 있어서 도호쿠의 다이묘 분포가 십분 표현되지 못했다. 또 리쿠젠은 현재의 후쿠시마현에 해당하는 지역으로 되어 있다.
- 일부 무장의 생년이 잘못되어 있다.

또 타이틀이 변경된 것도 포함하면 다수의 하드웨어로 이식되었지만, 초기의 '오프닝의 다이묘 소개', '다이묘에 따라서는 특수한 엔딩이 존재' 등, 후기의 것에서는 삭제된 요소도 있다.

## 내정
본작에서는 1년을 12개월로 나누고, 한 달마다 턴이 진행된다. 무장과 병사에게는, 세수월(1월은 금, 7월은 쌀)에 봉록을 지불한다. 무장이나 병사를 지나치게 많이 고용하면 적자가 되고, 지불하지 못한 만큼의 병사는 도망가고, 무장의 충성도는 내려간다.
내정은 커맨드로 각종 파라미터를 늘리는 방식으로 구현된다. 충성도가 100이 아닌 가신이 "여기는 꼭 소인에게 분부해 주십시오(ここはぜひ拙者にお申し付け下され)"라고 신청하는 일이 있는데, 그에게 맡겨서 내정이 성공하면 그 가신의 충성도가 1 올라간다. 다만, 반역할 뜻(반의)을 품은 무장이 신청하면, 그 무장이 다이묘를 죽이러 오기도 한다. 다이묘가 격퇴하면 그 무장은 낭인이 되지만, 상당한 확률로 다이묘는 살해된다. 다이묘 살해에 성공한 경우에도 그 무장은 가신으로 남는다. 반의는 충성도와 의리가 낮고 야망이 높은 무장이 품기 쉽지만, 의도적으로 가신의 다기(茶器, 다도 도구, 후술)를 몰수하여도 그 가신은 반의를 품는다. 모두 충성도를 100으로 올려도 잊지 않고 모반을 일으키거나, 다른 다이묘가 인접국에 있는 경우는 다른 다이묘와 내통하여 이반하기까지는 잊지 않는다. 이 때, 영내의 병사를 일부 이끌고 나가거나, 성주 소유의 다기를 가지고 나가기도 하며, 철포의 일부를 가지고 나가는 경우도 발생한다.

## 전투
본작에서는 전투가 야전과 농성전으로 나뉘어, 공격받은 다이묘는 전투 개시 때에 선택하게 되었다. 농성전에 한해 수비 측은 원군을 부를 수 있기 때문에, 공격할 때에는 야전으로 들어가기 위한 술책이 요구되게 되었다. 공격 측은 다른 다이묘와 연합하여 공격할 수 있다.
다만 컴퓨터의 사고 루틴은 그만큼 우수하지 않고, 기종에 따라 어느 정도 차이는 있지만 가장 약하다고 하는 아네코지 씨로도 초반을 극복하면 이길 수 있는 난이도이다. 한편으로, 컴퓨터만의 진행에서는 천하를 통일하는 세력은 먼저 나타나지 않는다. 자동인 채 방치하면 최후의 무장, 대부분은 모리 히데나리가 죽으면 "센고쿠 무장이 없어져 평화롭게 되었다(戦国武将がいなくなり平和になりました)"라고 표시된다. 모리 히데나리는 등장하는 해가 1610년으로 등장 무장 중 2번째로 늦게 설정되었다. 가장 늦게 설정된 것은 1614년에 등장하는 사나다 다이스케(사나다 유키마사)이지만, 수명이 모리 히데나리보다도 짧게 설정되어 있다.

## 문화도
본작에서는 테마 '문화와 기술'을 표현하기 위해, '교육'이나 다기를 구입하는 것으로 가능한 '다회(茶会)' 등의 커맨드가 새롭게 추가되었고, 철포나 철갑선의 개발이 가능하게 되었다. 또 시리즈에서 처음으로 해전이 도입되었고, 해전에서 압도적인 힘을 발휘하는 철갑선도 본작부터 등장하게 되었다.
그리고 고쿠다카나 상업 가치만이 아닌 '문화도'라고 하는 파라미터가 본작에서는 존재한다. 문화도가 높으면 금전 수입이 올라가고, 상업 가치의 상한이 올라가고, 무장 교육의 효율이 올라가고, 사카이 에고슈(会合衆)인 이마이 소큐 등 상인과의 거래가 유리하게 되는 효과가 있다. 문화도는 다회를 성공시키거나 화가 내방 이벤트(후술)에 의해 상승하지만, 자국 내에서 가장 문화도가 높은 구니의 수준에 맞추어 자연 상승하기도 한다. 단, SFC판의 초기 버전에서는 버그 때문에 자연 상승하지 않는다.

## 능력치
무장의 능력 파라미터는 숨은 파라미터도 포함해 정치, 전투, 교양, 매력, 야망, 의리, 상성, 수명이 있다. 그리고 본작부터 탄생년·등장년도 설정되었다. 전술한 다케나카 한베에의 능력치의 기묘함은, 다음 작 《패왕전》부터 신설된 지모에 해당하는 것이 본작에서는 없기 때문에 초래된 것이다.

## 다기
다기를 준 가신을 성주로 임명한 후에, 다시 그 다기를 다른 가신에게 주어 성주로 임명하기를 반복하면 간단하게 충성도를 올릴 수 있는 시스템의 맹점을 찌르는 테크닉이 있어, 당시의 잡지 《로그인》과 그 외에서도 '다기 돌리기(茶器回し)'라고 소개되었다. GBA판을 포함한 가정용 게임기에의 이식 때에도 그대로 계승되었지만, 《노부나가의 야망 DS 2》에서는 폐지되었다.

## 게임 모드
난이도는 초급·중급·상급의 입문 모드, 그리고 실력 모드의 4개로 나뉘어 있고, 역사 이벤트의 대부분은 실력 모드에서 발생한다. 또, 실력 모드는 1인 플레이 전용이다. 그 외에 컴퓨터의 진행을 지켜볼 만한 관전 모드도 있다. 관전 모드의 컴퓨터의 사고 루틴은 실력 모드와 동일하다.
입문 모드
- 호전적이며 방어를 생각하지 않는다.
- 뺏거나 뺏기는 소모전이 되어, 결국 큰 세력으로 자라지 않는 경우가 대부분이다.
- 전선과 후방의 구별이 없어서, 후방에 무장이나 병사가 대량으로 남겨져 있는 경우도 자주 있다.
- 전쟁에서는 타국에 침공할 때 많은 무장을 출진시키는 경향이 있다. 그 때문에 각개 격파가 쉽다.
- '초급', '중급', '상급'의 차이는, 거의 치트의 차이라고 봐도 좋다. 이 순서로 컴퓨터가 유리하게 되고, 반대로 플레이어가 담당하는 세력의 커맨드의 효율은 나쁘게 된다.

실력 모드
- 그다지 전쟁을 일으키지 않는다. 그러나 한번 일으키면, 연속적으로 쳐들어가기도 한다.
- 전선과 후방의 구별이 있어서, 최전선에 무장과 벙사를 집중시킨다.
- 전쟁을 일으키면, 공격 측이라면 최소한의 무장에게 병사를 집중시킨다.

입문 모드의 초반에는 호전적이기 때문에 실력 모드보다 만만치 않은 느낌이 들기도 한다.
시리즈 중에서도 본작의 컴퓨터는 전쟁을 일으키기 어려운 쪽이어서, 기종에 따라서는 게임 개시로부터 10년 이상 지나도 세력도가 변하지 않기도 한다. 또 플레이어가 담당하는 세력과 컴퓨터가 담당하는 세력의 커맨드 효율의 차이는, 기종에 따라 차이는 있지만 상당히 커서, 컴퓨터 담당 세력은 급속하게 내정을 진행하고, 10년에서 20년 정도로 철포·철갑선의 건조를 실행할 수 있는 기술력을 가지게 된다. 또, 병사수도 세력에 따라서는 급속하게 증가한다. 수입도 컴퓨터 세력 쪽이 많게 된다. 다만 플레이어 담당 세력과 수입 차이가 작은 기종에서는, 병사나 무장에의 봉록을 낮추지 않고 두면, 자멸하는 경우도 많다.
컴퓨터끼리의 전투를 자동 판정으로 하면, 오다 씨, 다테 씨, 우에스기 씨(나가오 우에스기 씨), 다케다 씨, 호죠 씨, 혼간지 씨, 이마가와 씨, 도쿠가와씨, 사나다씨, 미요시씨, 모리씨, 죠소카베 씨, 오토모 씨, 시마즈씨는 유리하게 판정된다(다이묘의 혈연이 판정 기준이므로, 이 14가문의 혈연이 다른 다이묘의 후계자가 되는 경우도 같다). 따라서 이들 다이묘는 세력을 확대하기 쉽고, 반대로 이들 외의 다이묘가 유리한 판정을 받는 다이묘의 영지에 쳐들어가도, 자동 판정으로는 상당히 승리하기 쉽지 않게 되었다. 플레이어가 전쟁을 조작하는 한은 관계없지만, 지배국에서 위임 중의 영국(領国)이 있고, 또 한편 그 영국에 관한 전쟁을 '보지 않는다(見ない)'로 설정하면, 컴퓨터끼리와 같은 판정을 받는다.
또 혼간지 고사 및 그의 아들 고쥬(光寿)가 디이묘일 때, 적대국에게 잇코잇키를 부추기는 이벤트가 발생한다.
닌자로 유명한 핫토리 한조, 후마 고타로(선대·후대), 모모치 단바에게 타국의 정보를 탐색시키면 반드시 성공한다.
또, PC판의 무장 얼굴 이미지는 전작의 색조를 답습하고 있어, 기종의 해상도 차이에 따라 200 라인용과 400 라인용의 그림도, 다케다 신겐의 투구의 유무 등 예외도 있지만 거의 같은 얼굴로 되어 있다.
슈퍼 패미컴판에서는, 왜인지 시나리오에 따라 히사타케 지카노부의 얼굴 이미지가 차이가 난다.
또, 마에다 도시마스, 사나다 10용사 등 패미컴판과 PC판에만 등장하는 무장도 있다.

## 시나리오
시나리오에는 노부나가가 오와리를 통일한 무렵인 1555년 「센고쿠의 동란(戦国の動乱)」과 무로마치 막부 제 15대 쇼군 아시카가 요시아키가 반 노부나가 세력으로 암약한 무렵인 1571년 「노부나가 포위망(信長包囲網)」의 2개가 준비되어 있지만, 일부 기종에서는 어느 일정한 조건을 단계적으로 클리어하면, 시나리오 3 1582년 「혼노지의 변(本能寺の変)」이 등장해 혼노지의 변 직후의 상황으로 플레이할 수 있게 되었다. 오다 노부나가 사후의 시나리오는 시리즈 처음이었다. 타이틀은 다르지만, 게임보이 어드밴스판은 처음부터 혼노지 편 시나리오가 있다. 또, 패미컴판·슈퍼 패미컴판 등은 이 시나리오가 없다.
또한 「노부나가 포위망」의 아네코지 가 등의 약소 다이묘로 플레이할 경우에 협박해 오는 사자를 붙잡아 부하로 하고 싶을 때, '가신으로 삼는다(家臣にする)'를 선택하면 왠지 놓쳐 버리는 버그가 발생한다. 이때는 붙잡은 후에 '가신으로 삼는다'가 아닌 '놓아준다(逃がす)'를 선택하면 가신으로 만드는 것이 가능하다.

## 내방 이벤트
게임 중에 다양한 인물이 월 초에 랜덤으로 내방해 온다. 구니에 이익을 주는 이벤트도 있지만, 손해를 주는 경우도 있다.
광산업자(山師)
금을 주면 남은 채굴 회수를 가르쳐 준다. 금산이 아직 발견되지 않은 경우는 발견해 준다. 금산을 더 이상 채굴할 수 없게 되었거나, 금산이 원래 없는 경우는, "지금 찾아도 헛됨(今探しても無駄)", "이 구니에는 금맥이 없다(この国には金脈は無い)" 등이라고 가르쳐 준다. 다만 지불한 금은 반환되지 않는다. 일부는 금을 지불해도 아무것도 가르쳐주지 않고 가버리는 사기꾼도 있다.
금산 상인(金山商)
남은 매장량에 따라 금산을 매입해 준다. 한번 제시한 금액을 거절해도 재교섭이 가능한 경우도 있다. 싸게 사려고 값을 마구 깎는 상인도 있다.
암상인(闇商人)
철포를 싼 가격으로 판다. 이따금 불량품이 섞어 있기도 하는데, 이때는 반 이상이 쓸모가 없다. 그런데도 정식으로 구입한 것보다는 저렴한 경우가 많다.
철포 장인(鉄砲鍛冶)
기술이 250 미만인 구니에 내방한다. 기술을 올려 주지만, 이따금 다른 다이묘가 보낸 닌자가 위장한 경우도 있는데, 이때는 기술을 도둑맞아 수치가 내려간다.
철갑선 장인(鉄甲船鍛冶)
기술이 250 이상 500 미만인 구니에 내방한다. 그 이외는 철포 장인과 같다.
도야마의 약 상인(富山の薬売り)
효력은 한 번뿐이지만 역병의 영향으로부터 면할 수 있는 만능약을 판다. 정치력이 낮은 다이묘 또는 성주에게는, 비약 '만금단(萬金丹)'을 덤으로 주기도 한다. 마시면 행동력이 일시적으로 최대치인 200이 되고, 다이묘의 정치력도 몇 포인트 올라간다. 반대로 부작용을 일으켜 정치력이 올라가지 않을 뿐만 아니라 행동력이 0이 되기도 한다.
다인(茶人)
다회의 개최를 요구해 온다. 각 다인에게는 레벨이 있고, 그 레벨에 어울릴 만한 다기를 가지고 있을 때 다회는 성공하고, 다회에 참가한 무장의 교양과 충성도가 올라가고, 그 구니의 문화도 올라간다. 다인의 레벨에 어울리는 다기가 없을 때나, 다기가 없을 때에 다회를 개최하면 다회는 실패하고, 그 구니의 가신의 충성도는 내려가고, 더 나아가 그 구니의 문화까지도 내려간다. 다인은 4명이 있는데, 센노 리큐(~2급), 쓰다 소규(~4급), 하세가와 소닌(~6급), 마쓰이 유칸(~7급)으로 이어진다.
또, 다회에 성공했을 때, 그 구니에 모반을 일으킬 것 같은 무장이 있다면 경고해 주지만, 이름까지 가르쳐 주는 것은 센노 리큐뿐이다.
루이스 프로이스
기독교를 포교하러 온다. 포교가 성공할 확률은 그 구니의 문화도+20%이다. 성공하면 서양의 문화를 소개 받고, 기술이 올라간다. 기술을 올리는 것 대신에 6등급 이하의 것뿐이지만, 다기를 주기도 한다. 잇코슈(一向衆)가 있는 구니에서 포교를 허락하면 잇코슈(一向宗)의 반감을 사서, 잇코잇키를 유발하기도 한다. 포교에 실패하면 민충(民忠)이 내려간다.
화가
가노 에이토쿠, 하세가와 도하쿠, 가이호 유쇼, 가노 산라쿠가 병풍 그림 등을 그려 준다. 그림의 가격에 따라 문화도가 올라간다. 이따금 "붓이 나가지 않는다(筆が進まぬ)"라고 하며 아무것도 써 주지 않는다거나, 실패작으로 끝나는 경우도 있지만, 그 경우에도 금은 돌려받지 못하고 문화도도 올라가지 않는다.

## 할복의 대사
다이묘는 영지를 모두 잃으면 유무를 따지지 않고 할복하기 때문에, 원칙적으로 배하에 둘 수 없다. 외교로 협박하여 굴복시키면 배하에 둘 수 있지만, 일정 이상의 능력을 가진 다이묘는 절대 응하지 않는다.
일부의 다이묘는 전작에서 참수했을 경우와 마찬가지로, 할복할 때에 전용의 대사가 준비되어 있어서 보다 감정 이입할 수 있다. 또, 참수할 경우도 대사는 같다. 다만, Windows판에서는 오다 노부나가 이외는 범용한 대사를 하는 등, 기종에 따라서는 준비되지 않은 것도 있다. 그리고 기종에 따라서는 대사가 다른 다이묘도 있다.